# Şafak Pavey
Şafak Pavey (ur. 10 lipca 1976 w Ankarze, Turcja) – turecka polityk, dyplomata i dziennikarka. Deputowana do Wielkiego Zgromadzenia Narodowego Turcji z ramienia największej partii opozycyjnej Republikańskiej Partii Ludowej (CHP). Członek Komitetu Praw Osób Niepełnosprawnych Organizacja Narodów Zjednoczonych. Laureatka nagrody International Women of Courage Award przyznanej przez Departament Stanu Stanów Zjednoczonych.

## Życiorys
Urodziła się w Ankarze jako córka Ayşe Önal, znanej dziennikarki i pisarki. W 1994 przeprowadziła się z mężem do Szwajcarii, by studiować film i sztukę. 24 maja 1996 straciła lewą rękę i lewą nogę w wypadku kolejowym w Zurychu. Wpadła między peron 13 a ruszający pociąg. Rok później przeniosła się do Londynu, by kontynuować studia. Studiowała stosunki międzynarodowe na University of Westminster, a następnie skończyła studia podyplomowe w London School of Economics.

## Kariera
Pracowała z biurze Wysokiego Komisarza Narodów Zjednoczonych do spraw Uchodźców, gdzie była odpowiedzialna za relacje międzynarodowe i pomoc humanitarną takich krajach, jak Algieria, Egipt, Iran, Libia czy Syria. Była rzecznikiem prasowym UNHCR na Europę Środkową z siedzibą na Węgrzech. Później jako szefowa biura sekretariatu konwencji praw człowieka Wysokiego Komisarza Narodów Zjednoczonych do spraw Praw Człowieka
Była felietonistką armeńskiego dwujęzycznego tygodnika „Agos” wydawanego w Turcji. Wspólnie z matką napisała książkę 13 Numarali Peron (Peron numer 13) opisującą wypadek, w którym została okaleczona. Współpracowała z laureatką Pokojowej Nagrody Nobla Szirin Ebadi przy jej książce Historia i dokumentacja praw człowieka w Iranie
Po 15 latach za granicą powróciła w 2011. W 2012 została wybrana do Parlamentu z okręgu Stambuł z ramienia Republikańskiej Partii Ludowej jako pierwsza niepełnosprawna kobieta.

## Nagrody i wyróżnienia
- International Women of Courage Award przyznana przez Departament Stanu Stanów Zjednoczonych[6][7]
- Outstanding Young Person of the World Award przyznana przez Junior Chamber International
- Sekularystka roku 2014 przyznana przez Brytyjskie National Secular Society[8].